# Аль-Фарабийский район
Аль-Фарабийский район (каз. Әл-Фараби ауданы, ранее Дзержинский район) — административно-территориальная единица города Шымкент в Казахстане, один из четырёх его районов.
Аль-Фарабийский район традиционно считается центральным и густонаселённым в Шымкенте, поскольку в нём расположены важные образовательные, административные, исторические, культурные и развлекательные центры города.
Так, на территории района расположены 2 государственных высших учебных заведения, областной и городской акиматы, древнее городище «Шымкент», «Старый город», областная филармония, библиотека им. А. С. Пушкина, парк «Мир Фантазий», парк Независимости Казахстана, этнопарк «Кен баба», площади «Аль-Фараби» и «Ордабасы», ЦУМ, ТРЦ «MEGA Shymkent», 5-звёздочный отель «Rixos», набережная реки «Кошкар-Ата».
Также в районе расположен единственный в городе ЖД вокзал, действуют 20 национальных культурных центров и 15 религиозных объединений, расположено 18 промышленных предприятий, 30 государственных учреждений и организаций.
Аль-Фарабийский район пересекают крупные магистрали Шымкента. С востока на запад: проспект Тауке-хана, улицы Туркестанская, Г. Иляева, Т. Рыскулова и др.; с юга на север: бульвар Кунаева, улицы Байтурсынова, Казыбек би (бывшая Советская) и др.
По территории района протекает река родникового происхождения «Кошкар Ата», которая берёт начало из источника на границе Енбекшинского и Аль-Фарабийского районов.

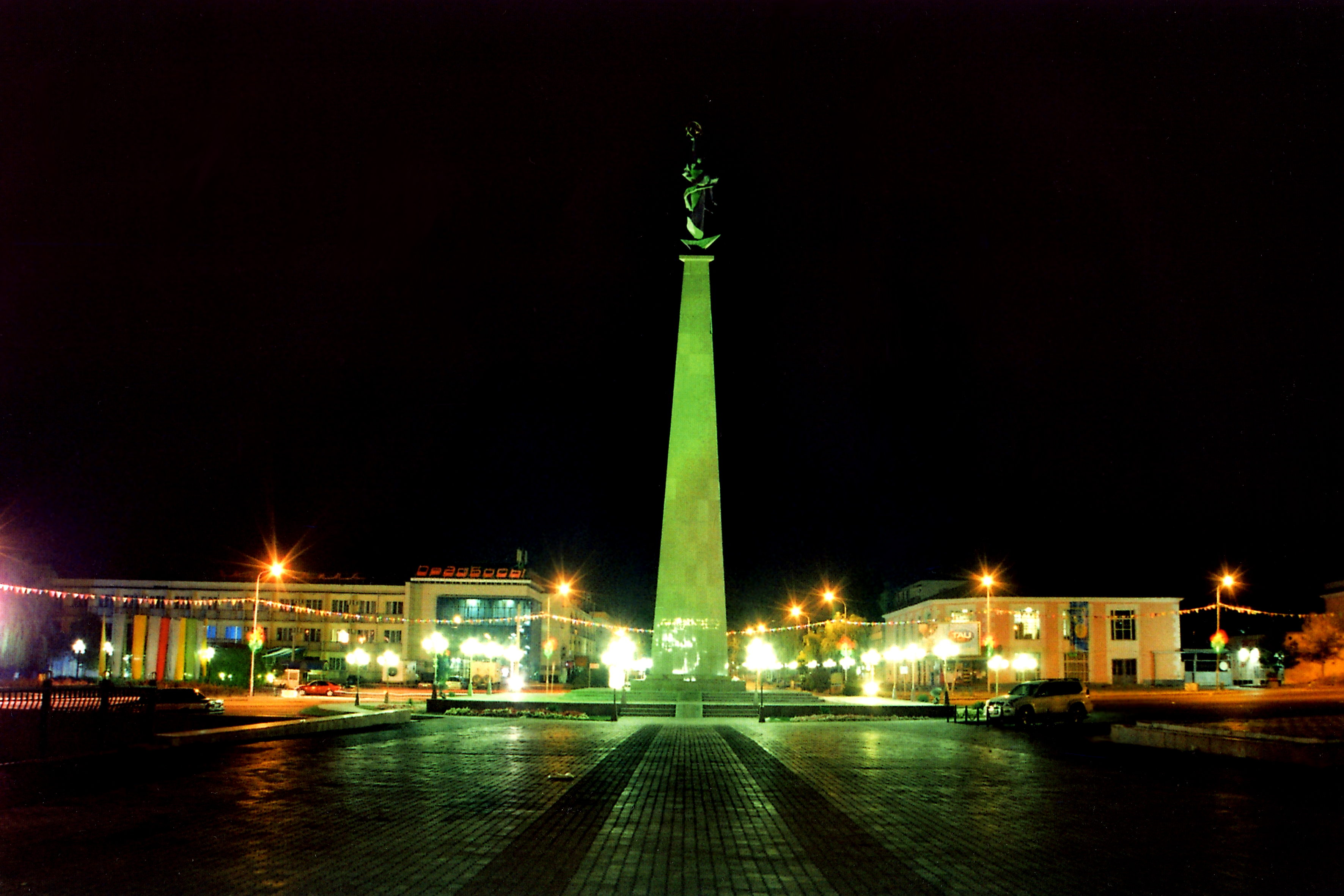
Площадь «Ордабасы»

## Состав
До присоединения земель к городу район полностью находился в густо урбанизированной черте. Однако после укрупнения района к нему присоединились населённые пункты «Тассай», «Таскен», «Мартобе», «Достык», «Кызылсай», «Текесу» и «Тажирибе» общей численностью населения свыше 20 тысяч жителей.
На территории района расположено 372 улицы, 776 многоэтажных домов, 21886 домов частного сектора.

## Население
В 2014 году численность населения Аль-Фарабийского района составляла около 240 000 человек. Из них около 90 000 были трудоспособного возраста, 50 000 были детьми и 20 000 были пенсионерами.
В районе проживают представители около 60 национальностей и народностей.
Национальный состав района (на начало 2019 года):
- казахи — 145 286 чел. (70,79 %)
- узбеки — 24 916 чел. (12,14 %)
- русские — 23 556 чел. (11,48 %)
- татары — 2 653 чел. (1,29 %)
- корейцы — 2 111 чел. (1,03 %)
- азербайджанцы — 1 744 чел. (0,85 %)
- украинцы — 744 чел. (0,36 %)
- турки — 657 чел. (0,32 %)
- киргизы — 463 чел. (0,23 %)
- чеченцы — 420 чел. (0,20 %)
- курды — 391 чел. (0,19 %)
- уйгуры — 314 чел. (0,15 %)
- немцы — 309 чел. (0,15 %)
- таджики — 284 чел. (0,14 %)
- греки — 168 чел. (0,08 %)
- персы — 166 чел. (0,08 %)
- башкиры — 104 чел. (0,05 %)
- другие — 963 чел. (0,47 %)
- Всего — 205 249 чел. (100,00 %)

## Объекты образования
На территории Аль-Фарабийского района находится Южно-Казахстанский государственный университет имени М. О. Ауэзова, Южно-Казахстанская государственная фармацевтическая академия.
Среди объектов социально-культурного и бытового направления — 60 детских садов (из них 24 государственных). Функционируют 34 средние общеобразовательные школы.

## Здравоохранение
В Аль-Фарабийском районе расположена Областная клиническая больница.
Жителей района обслуживают 11 больниц, 8 поликлиник и 7 семь сельских врачебных амбулаторий.

## Акимы
1. Валихан Кайназаров 12 янв. 2005--
2. Иманкулов, Нурбахыт Насырович 12 октября 2006 года
3. Калжанов, Бауыржан Ахметалиевич (с 28 июля 2013 года по 13 июля 2018 года)[7].
4. Мауленкулов, Габит Патшаханович с 13.07.2018[8]

## Границы
Согласно положению «Об установлении границ районов города Шымкент» границы Аль-Фарабийского района определяются так:

Территория расположена в центральной части города Шымкент, в западной части граничит с Абайским районом, в восточной части граничит с Енбекшинским районом.
      Начинается с квартала пересечения автодороги Западная Европа-Западный Китай автодорогой Шымкент — Шаян, далее, в юго-восточном направлении, извне граничит с землями Сайрамского района и проходя по нижней части автодороги Западная Европа — Западный Китай и пересекаясь с трассой Алматы — Ташкент, в юго-восточной части села Мартобе подходит к мосту, где пересекаются железная дорога и проспект Жибек жолы, с западной стороны моста, доходя вдоль железной дороги до села Достык поворачивает налево, далее включая в этот район ряд жилых домов, расположенных на холме…